# 권영진 (축구 선수)
권영진(1991년 1월 23일 - )은 대한민국의 축구 선수로 포지션은 수비수이다.

## 수상
전북 현대 모터스
- K리그 클래식 우승: 1 (2014)